# Angel of Retribution
Angel of Retribution je patnácté studiové album britské heavy metalové kapely Judas Priest, jež vyšlo 15 let po albu Painkiller, které bylo poslední se zpěvákem Robem Halfordem. Ten se v roce 2003 se vrátil do kapely. Album bylo podpořeno obrovským celosvětovým turné, během něhož Judas Priest navštívili i Českou republiku ve vyprodané hale Rondo. Album se umístilo na předních příčkách světových hitparád a brzy po vydání se ho prodalo více než půl milionu kusů.

## Seznam skladeb
| Pořadí | Název               | Autor                           | Délka |
| ------ | ------------------- | ------------------------------- | ----- |
| 1.     | Judas Rising        | Halford, Downing, Tipton        | 3:52  |
| 2.     | Deal With the Devil | Halford, Downing, Tipton, Roy Z | 3:54  |
| 3.     | Revolution          | Halford, Downing, Tipton        | 4:42  |
| 4.     | Worth Fighting For  | Halford, Downing, Tipton        | 4:17  |
| 5.     | Demonizer           | Halford, Downing, Tipton        | 4:35  |
| 6.     | Wheels of Fire      | Halford, Downing, Tipton        | 3:41  |
| 7.     | Angel               | Halford, Downing, Tipton        | 4:23  |
| 8.     | Hellrider           | Halford, Downing, Tipton        | 6:06  |
| 9.     | Eulogy              | Halford, Downing, Tipton        | 2:54  |
| 10.    | Lochness            | Halford, Downing, Tipton        | 13:28 |

## Sestava
- Rob Halford – zpěv
- K.K. Downing – kytara
- Glenn Tipton – kytara
- Ian Hill – baskytara
- Scott Travis – bicí